# Guido II di Ponthieu
Guido di Ponthieu, in francese: Guy II de Ponthieu (... – Efeso, 25 dicembre 1147), fu conte di Ponthieu dal 1127 circa alla sua morte.

## Origine
Guido era il figlio primogenito del conte di Ponthieu e signore d'Alençon e di Sées, Guglielmo I, detto Talvas, e della moglie, Elena di Borgogna, che era la figlia primogenita del duca di Borgogna Oddone I (1058-1102) e della moglie, Matilde di Borgogna.

## Biografia
Per dedicarsi ai propri interessi in Normandia, suo padre Guglielmo, nel 1127 circa, affidò a Guido la contea del Ponthieu.
Nel 1147 Guido seguì assieme al padre, Guglielmo, il re di Francia Luigi VII alla seconda crociata..
Guido trovò la morte combattendo a Efeso, dove fu sepolto.
Alla sua morte gli succedette il figlio primogenito, Giovanni, sotto la tutela del nonno, Guglielmo I, detto Talvas.

## Matrimonio e discendenza
Guido aveva sposato Ida (morta dopo il 1177), di cui non si conoscono gli ascendenti; Guido da Ida ebbe tre figli:
- Giovanni († 1191), conte di Ponthieu
- Guido († tra il 1205 e il 1218), citato nel documento della fondazione dell’Hôtel-Dieu d’Abbeville
- Agnese, badessa a Montreuil.